# 加德納維爾 (內華達州)
加德納維爾（英語：Gardnerville）是位於美國內華達州道格拉斯縣的普查規定居民點。

## 歷史
加德納維爾的郵局自1881年營運至今。

## 人口
根據2020年美國人口普查的數據，加德納維爾的面積為12.43平方千米，皆為陸地。當地共有人口6211人，而人口密度為每平方千米499.68人。